# Parascopas obesus
Parascopas obesus är en insektsart som först beskrevs av Giglio-tos 1894.  Parascopas obesus ingår i släktet Parascopas och familjen gräshoppor. Inga underarter finns listade i Catalogue of Life.